# ワレンチン・イワノフ
ワレンチン・イワノフ（ロシア語: Валентин Иванов, 英語: Valentin Ivanov, 1934年11月19日 - 2011年11月8日）は、ソ連出身のサッカー選手、サッカー指導者。ポジションはフォワード。

## 人物
ソ連代表として通算59試合出場26得点。この得点数はオレグ・ブロヒン、オレグ・プロタソフに次いで、ソ連代表3位。
1962年チリワールドカップでは4得点を挙げてガリンシャ、ババ、レオネル・サンチェス、ドラジャン・イェルコヴィッチ、アルベルト・フローリアーンと並び得点王となった。
選手としてのキャリアをトルペド・モスクワで全うし、引退後は監督として再三トルペドを率いた。ロシア・プレミアリーグ・FCモスクワの副会長を晩年まで務めた。
息子のワレンチン・ワレンチノヴィチ・イワノフはサッカー審判員。2006年ドイツワールドカップで笛を吹き、決勝トーナメント1回戦のポルトガル対オランダ戦のジャッジは国際的に議論を巻き起こした。
2011年11月8日、長期の闘病の後に死去。76歳没。

## 代表歴
- 1958年スウェーデンW杯 : 5試合1得点（ベスト8）
- 1962年チリW杯 : 4試合4得点（ベスト8）
- W杯通算:9試合5得点